# Molnár Márton
Molnár Márton (Szeged, 1818 körül — Szeged, 1892. szeptember 8.) magyar honvédszázados.

## Életútja
Jogi tanulmányokat folytatott, az 1848–49-es forradalom és szabadságharc kitörésekor már ügyvéd volt. 1848 decemberében állt be a szegedi önkéntes zászlóaljba századosi rangban. Részt vett a délvidéki harcokban a bácskai IV. hadtest kötelékében. 1849. májusától az alakulatából szervezett 104. honvédzászlóalj 2. századának parancsnoka. A szabadságharc bukása után feltehetően bujkált, 1850-től már ismét ügyvédi praxist folytatott Szegeden. Az 1867-es kiegyezést követően tagja lett a helyi honvédegyletnek. Később Szeged város tiszti főügyészeként működött. A helyi lapokba is publikált. Nekrológját a Vasárnapi Újság 1892/38. száma is megírta. A szegedi Belvárosi temetőben helyezték örök nyugalomra, sírhelye és síremléke ma is látható.